# Minturn (Colorado)
Minturn é uma cidade  localizada no estado americano de Colorado, no Condado de Eagle.

## Demografia
Segundo o censo americano de 2000, a sua população era de 1068 habitantes.
Em 2006, foi estimada uma população de 1132, um aumento de 64 (6.0%).

## Geografia
De acordo com o United States Census Bureau tem uma área de
3,6 km², dos quais 3,6 km² cobertos por terra e 0,0 km² cobertos por água. Minturn localiza-se a aproximadamente 2489 m acima do nível do mar.

## Localidades na vizinhança
O diagrama seguinte representa as localidades num raio de 32 km ao redor de Minturn.